# Ontake
Ontake också kallad Kiso Ontake (japanska:木曽御嶽山 Kiso Ontake-san), är en 3 067 meter hög vulkan i centrala Japan och landets näst högsta. Den är belägen på den största av Japans öar, Honshu, 100 km nordöst om Nagoya, mellan Kiso och Ōtaki, Nagano prefektur, och Gero, Gero och Gifu prefektur. På vulkanen finns Ni no Ike, Japans högst belägna kratersjö. Ontakes två senaste utbrott skedde 1979 och 2014.

## Beskrivning

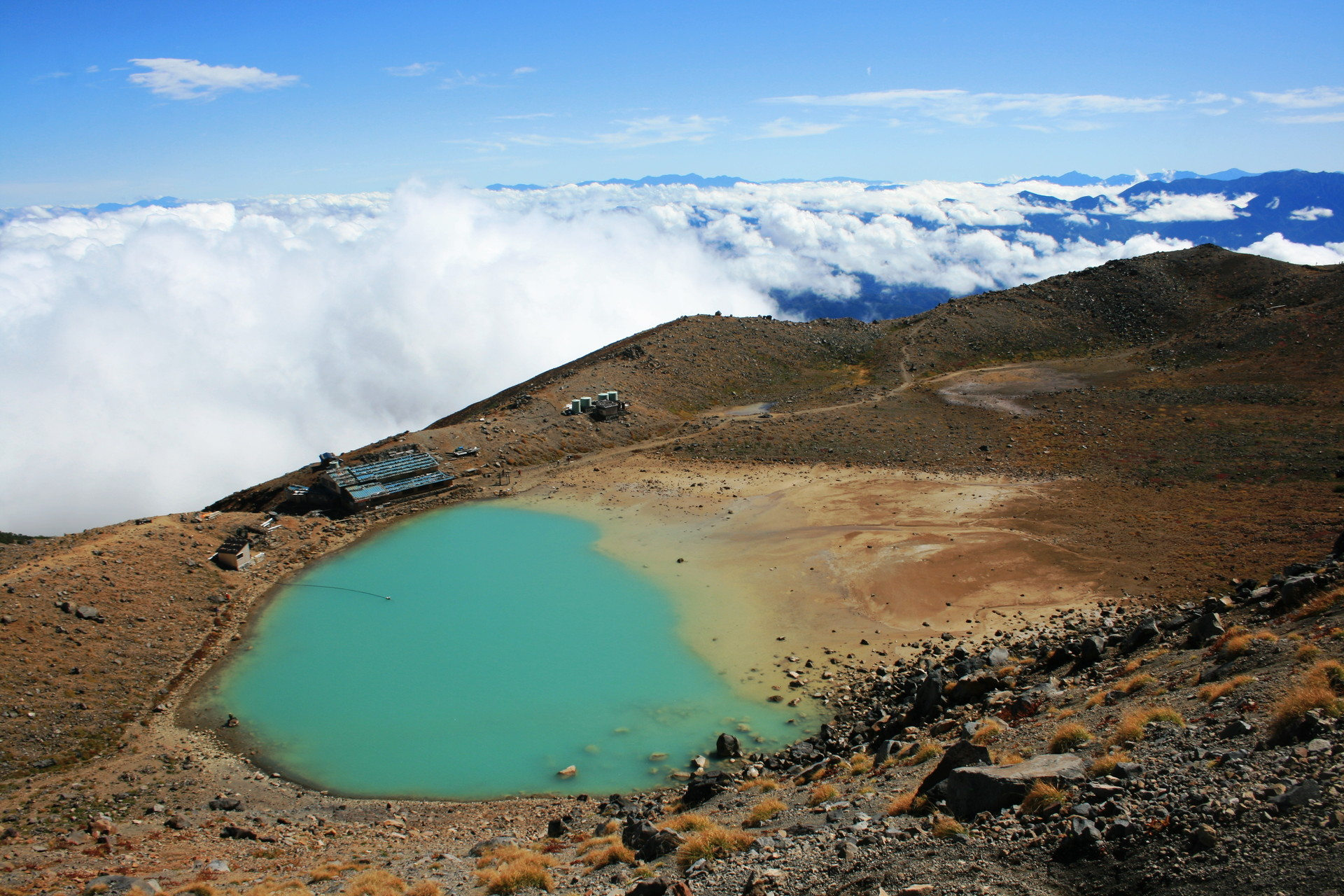
Ni no Ike, den högst belägna kratersjön i Japan.

Vulkanen har fyra kratersjöar med Ni no Ike (二ノ池?) på 2 905 meters höjd som den högst belägna kratersjön i Japan.
Ontake är ett populärt mål för fotvandrare och klättrare.
Ontake betraktas som ett heligt berg.

## Ontakes utbrott 2014
Ontake fick ett utbrott 27 september 2014, då 57 personer har konstaterades döda och 6 saknas på grund av aska, stenar och giftångor i samband med utbrottet, därutöver 69 skadades uppe på vulkanen. Det senaste stora utbrottet dessförinnan var 1979, då vulkanen vräkte ut över 200 000 ton aska. Ett mindre utbrott ägde rum 1991 och vulkanen utlöste flera jordbävningar under 2007.

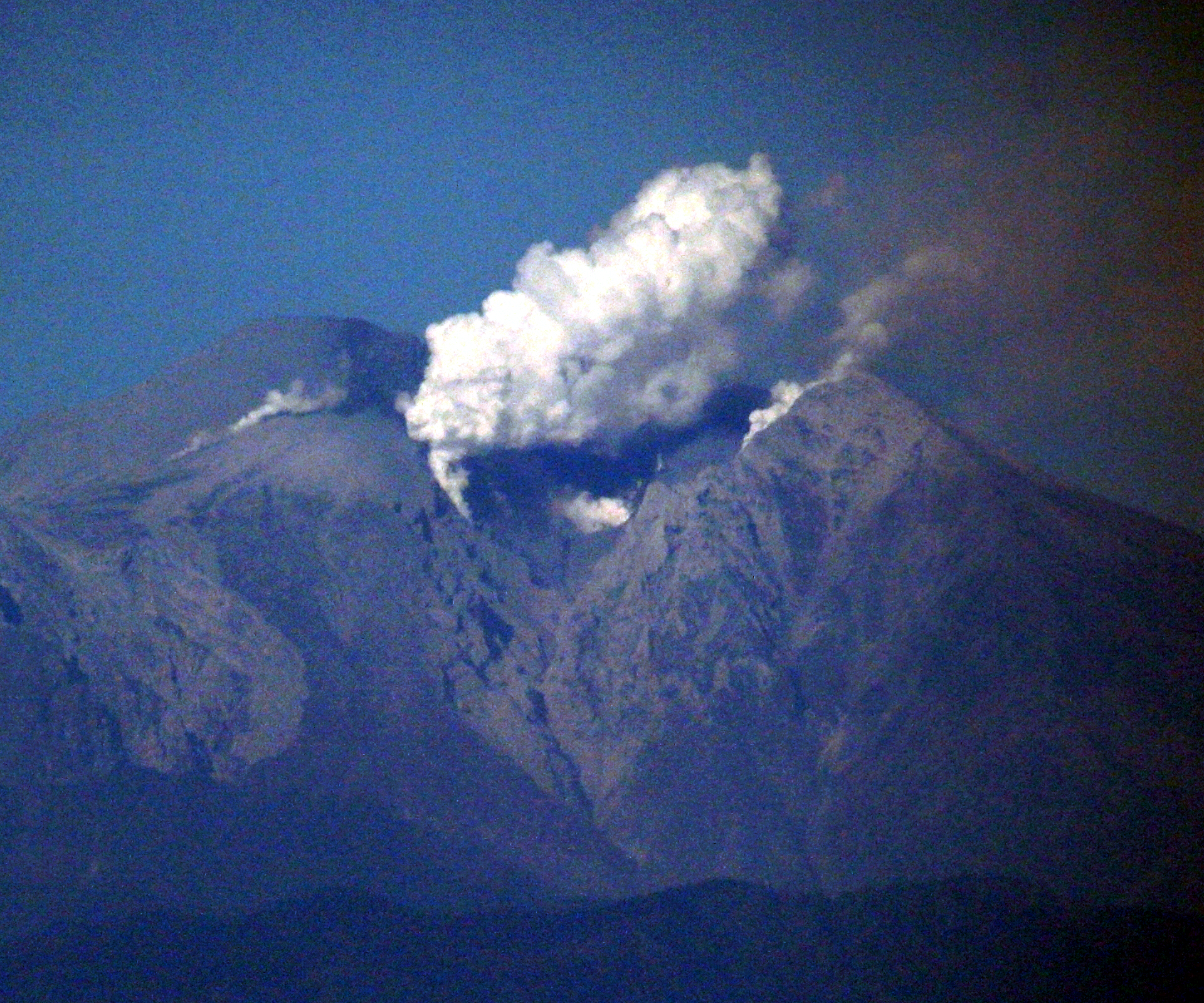
Ontakes utbrott 2014

Runt 250 vandrare befann sig på Ontake när utbrottet plötsligt började på lördagen den 27 september 2014 och åtföljdes av toxiska utsläpp.
Utbrottet medförde att minst 57 personer dog och 69 skadades, många av dem med olika former av benbrott. De flesta kropparna hittades i en stuga på bergets topp. Flera av de döda ska även ha hittats begravda under mer än 50 centimeter aska. Dödssiffran överträffar redan de 43 som fick sätta livet till vid vulkanutbrottet 1991 på Unzen i sydvästra Japan, vilket gör Ontakes utbrott 2014 till den värsta vulkaniska katastrofen i efterkrigstidens Japan.
Vulkanutbrottet kom överraskande eftersom det inte upptäcktes i förväg. Detta är mycket ovanligt i välövervakade länder, som i detta fall Japan. Innan ett utbrott kommer brukar det bli små jordskalv som man kan följa med hjälp av seismologiska instrument och därmed i tid hinna evakuera människor. Japan har ett välutbyggt nät av seismiska stationer så det är förmodligen inte på grund av avsaknad av mätinstrument som utbrottet inte förutsågs.
En orsak till att vulkanutbrottet inte gick att förutse kan ha varit att magman låg nära jordskorpan. Den korta väg ut för magman som detta scenario skulle innebära gav troligtvis det snabba förloppet.

## Galleri

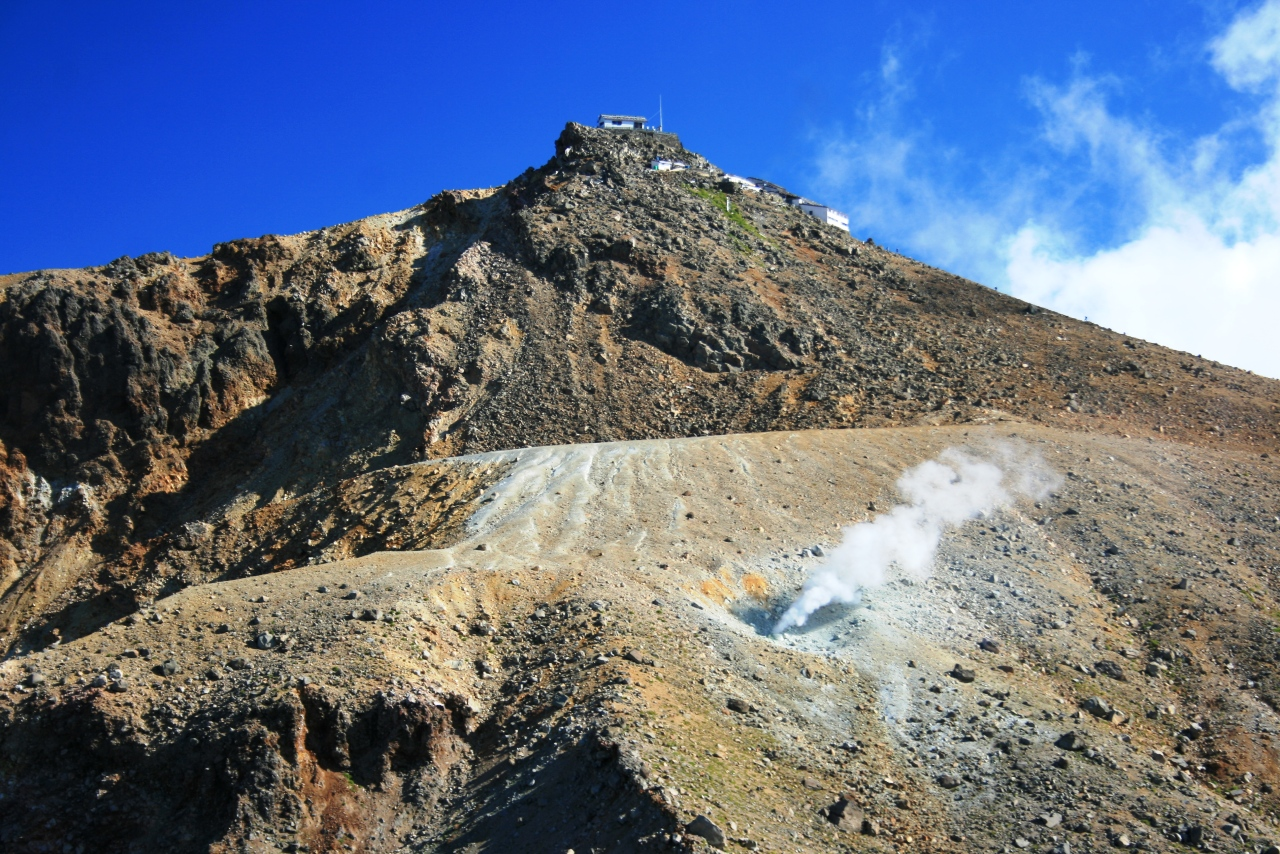
Ontake
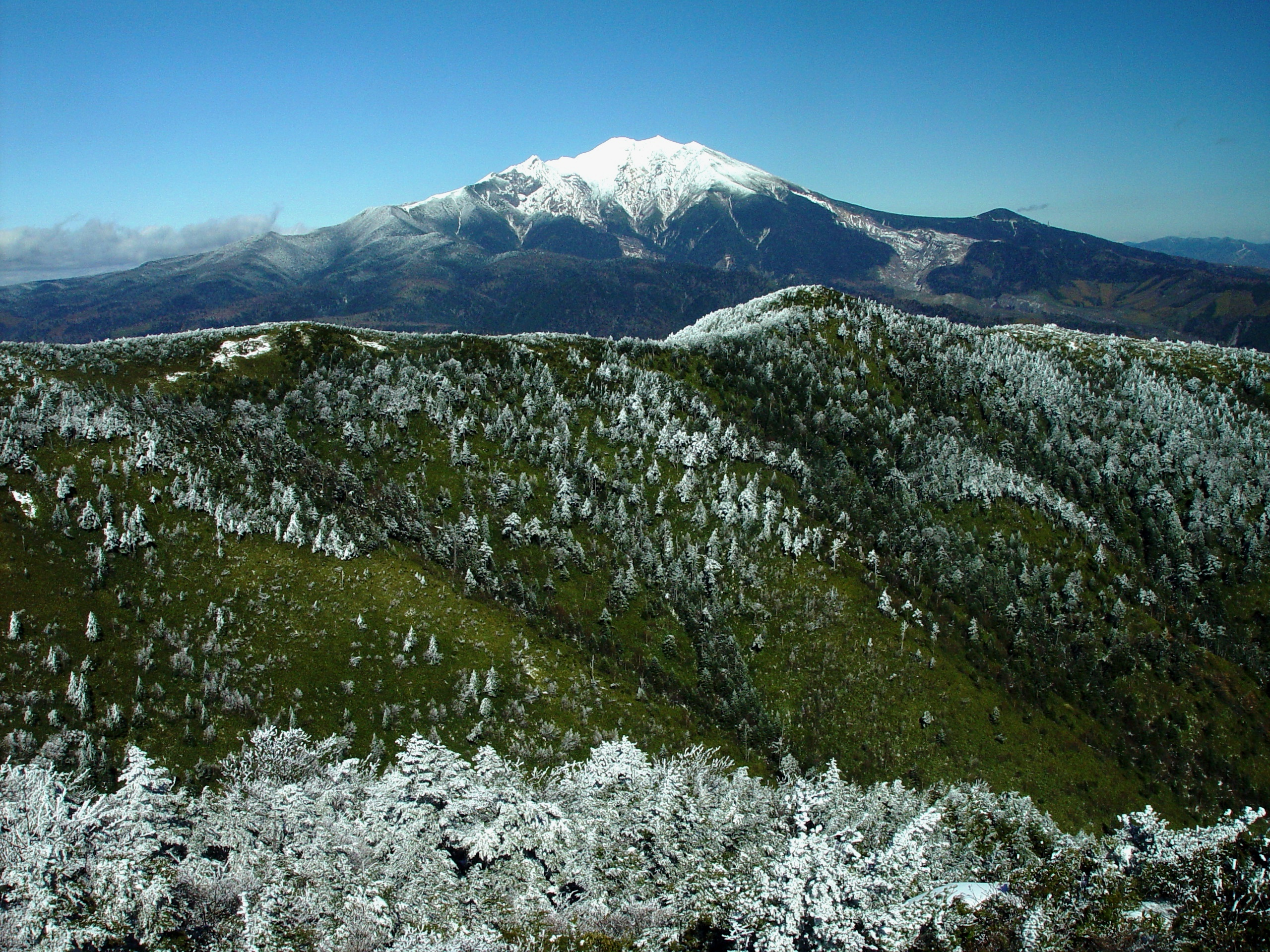
Ontake från Kohide
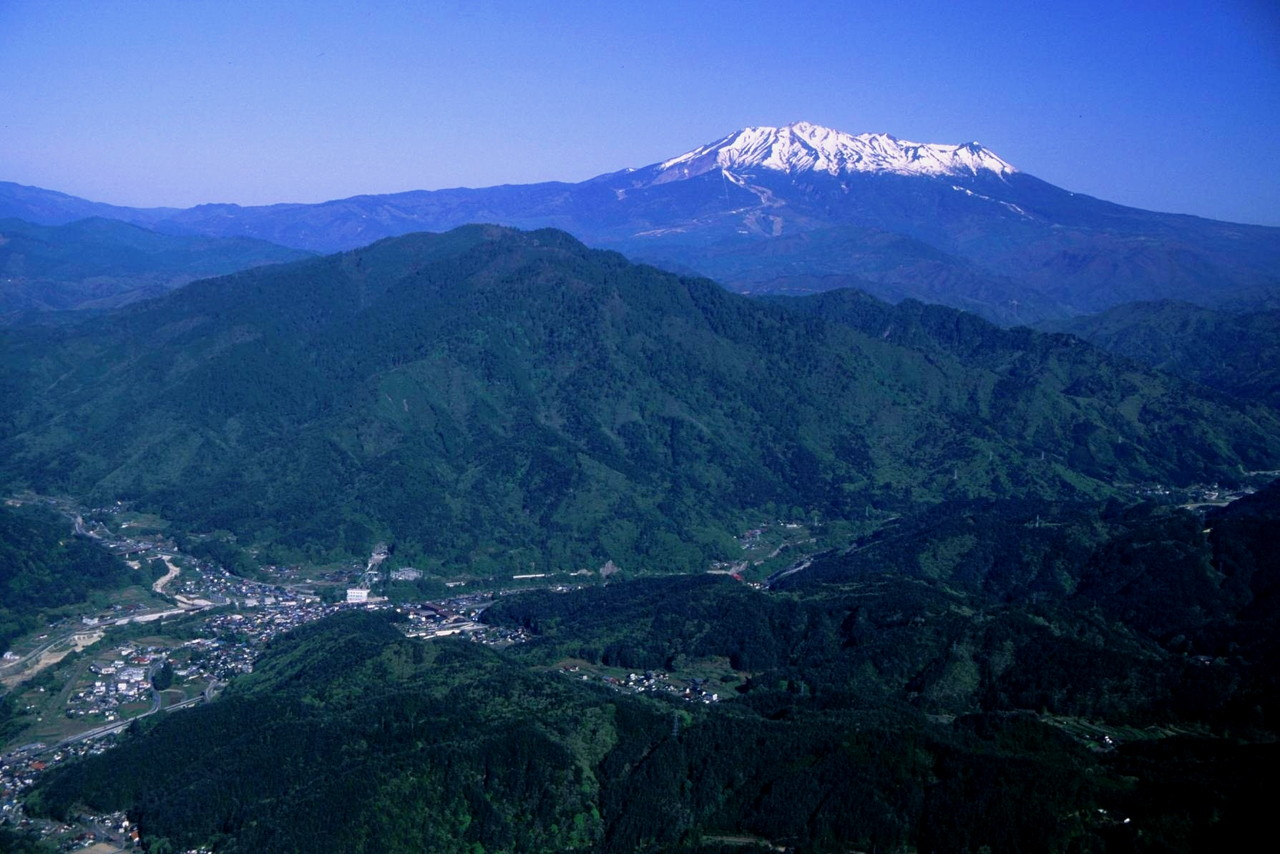
Ontake och Agematsu, Nagano från Kazakoshi
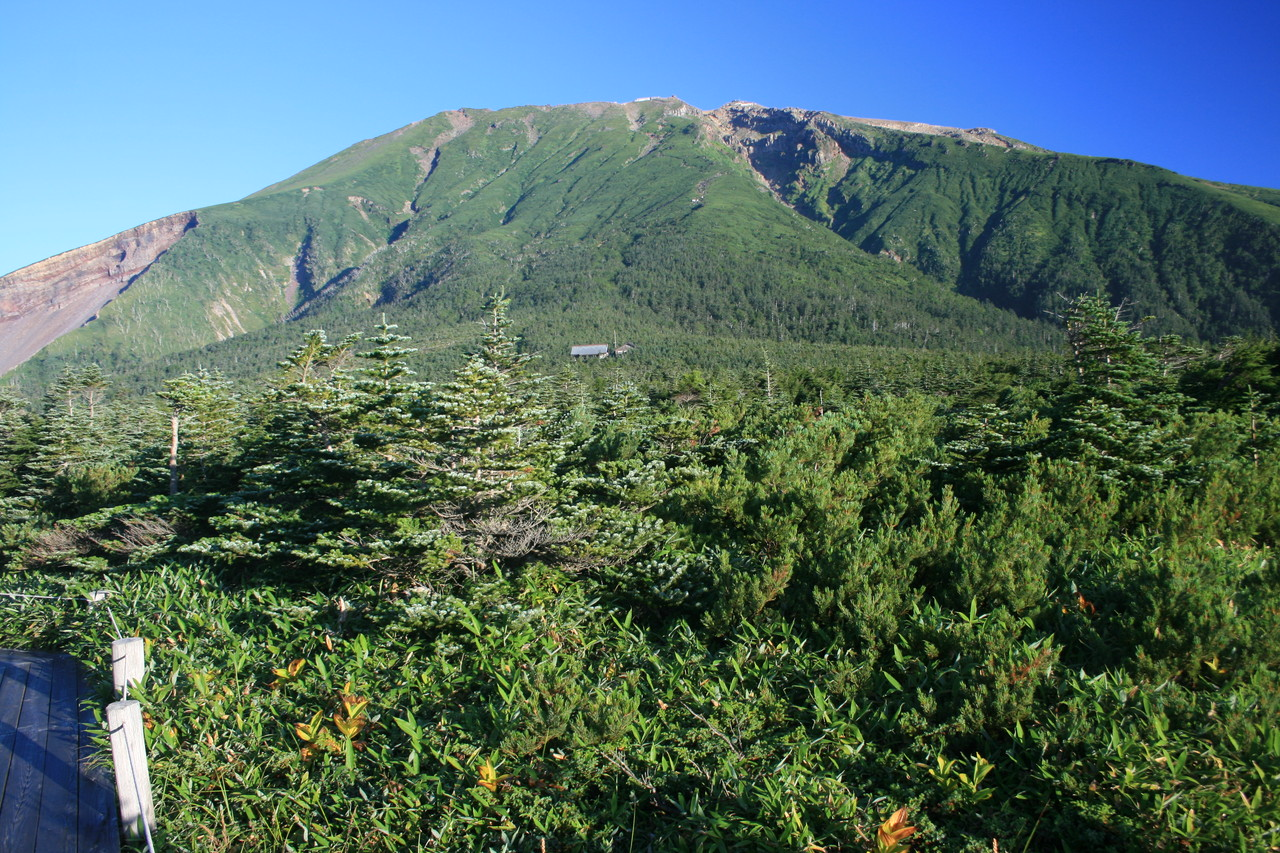
Ontake från Tanoharas naturreservat

## Källhänvisningar
1. ↑  Bernbaum, Edwin (1997). Sacred Mountains of the World. Berkeley & Los Angeles: University of California Press
2. 1 2  ”Arkiverade kopian”. Japan Times. 27 oktober 2014. Arkiverad från originalet den 14 februari 2017. https://web.archive.org/web/20170214185931/http://www.japantimes.co.jp/news/2014/10/27/national/ontake-victims-mourned-month-eruption-tourism-industry-scrambles-recover/#.VE5MneeLxiU. Läst 5 november 2015.
3. ↑  Polis: Minst 30 befaras döda på vulkanen - SVT.se
4. 1 2  Rescue efforts continue on Mt. Ontake - NHK WORLD Arkiverad 6 oktober 2014 hämtat från the Wayback Machine. (engelska)
5. ↑  Fler livlösa hittade vid vulkan - SVT.se
6. ↑  12 dead in Mt. Ontake eruption - NHK WORLD Arkiverad 2 oktober 2014 hämtat från the Wayback Machine. (engelska)
7. ↑  Mt. Ontake death toll rises to 47 - NHK WORLD - English (engelska) Arkiverad 6 oktober 2014 hämtat från the Wayback Machine.
8. ↑  Dödssiffran stiger efter vulkanutbrottet - Sveriges Radio
9. ↑  51 confirmed dead in Mt. Ontake's eruption - NHK WORLD Arkiverad 6 oktober 2014 hämtat från the Wayback Machine. (engelska)
10. ↑  "30 befaras döda på japansk vulkan" Sveriges Television. Publicerat 2014-09-28